# Ogilbia ventralis
Ogilbia ventralis är en fiskart som först beskrevs av Gill, 1863.  Ogilbia ventralis ingår i släktet Ogilbia och familjen Bythitidae. IUCN kategoriserar arten globalt som livskraftig. Inga underarter finns listade i Catalogue of Life.